# Моруна
Моруната (Huso huso) е най-голямата сладководна риба. Обитава Бяло море, Каспийско море, Азовско море, Черно море, Адриатическо море. Преходна риба, навлиза в реките пролетно време за хвърляне на хайвер. Хищник, храни се с различни водни животни. Лови се заради месото и хайвера. Тя е представител на малка, древна група риби, които имат белези и на хрущялни, и на костни риби. По кожата на моруната има пет надлъжни реда костни плочки. Имат несиметрична опашка. Устата им е разположена коремно. Официалният рекорд е 102 кг и е поставен през 1993 година в река Урал, Казахстан.
Това е най-голямата риба, срещаща се в пресни води. Тя достига дължина до няколко метра, а теглото ѝ до 1120 кг, дори до 1280 кг. В миналото е надвишавала и 1600 кг.

## Отличителни белези
Освен по размерите си, моруната леко се отличава от останалите есетрови риби. Тя има дебело цилиндрично туловище и къс заострен нос, играещ ролята на сензор, тъй като не е покрит с костни плочки. Устата ѝ е огромна, заема цялата ширина на главата като е обкръжена от тлъсти устни. Мустачките се отличават по своята ширина и стигат до устата. Освен това, костните плочки на главата и шиповете, особено страничните и коремните, са относително малко развити. Общият цвят на тялото е пепеляво сиво, коремът е сиво-бял, а носът е жълтеникав.

## Местообитание
Каспийско и Черно море с вливащите се в тях реки са единствените местообитания на този великан на пресните води. Лови се в реките Волга, Урал, Дон, Кубан и Дунав.
Голяма част от живота си моруната прекарва в морето. В реките влиза при достигане на определена възраст, за да хвърли хайвера си, което не става всяка година. След това се връща обратно в морето заедно с малките. По реките тя се придвижва доста надалече. Големите екземпляри по принцип хвърлят хайвера си по-късно, тъй като за съзряване на половите им продукти е необходимо повече време. Ето защо има основание да се предполага, че колкото е по-голяма моруната, толкова по-нагоре по течението хвърля хайвера си.
Очевидно основната популация моруни живее в морето, тъй като млади моруни в реките не се срещат, а възрастните екземпляри не хвърлят хайвер всяка година. Повечето от есетровите риби, които влизат напролет в морето, се връщат в реките едва когато достигнат полова зрялост, така че зимуващите в реките моруни вече са възрастни, дошли от морето с единствената цел да си хвърлят хайвера. Оттук следва извода, че в реките зимува незначителна част от тези риби. Младата риба, достигнала полова зрялост и малките зимуват в устията на реките или на неголемите морски дълбочини. В по-дълбоките морски места зимува яловата риба, върнала се от реките в края на лятото и началото на есента. Най-големите дълбочини са постоянно обиталище за старите моруни, които вече са неспособни да се размножават. Напълно е възможно най-големите екземпляри да излизат от морето само веднъж на няколко години. Много големи моруни са рядкост в реките.
Сънят на зимуващата в реката моруна е по-дълбок и тя се покрива с дебел слой слуз, наречен още шуба, който ѝ пречи да се движи свободно. В морето, където ледът е разтрошен и рибата рядко се нуждае от кислород, такова натрупване на слуз не се наблюдава. Там тя е по-подвижна и се храни целогодишно.

## Размножаване
Моруната навлиза в реките по-рано от другите есетрови риби, освен това е и по-лакома в сравнение с тях. Храненето ѝ спира единствено в периода на хвърляне на хайвера. Въпреки ранното си влизане в реките, моруната хвърля хайвера си по-късно от есетрите. Известно е, че по време на оплождането на хайвера моруната често изскача на повърхността, а коремът ѝ почервенява от търкането в камъните, които размества с помощта на коремните щитове, за да се образуват ямички за падащия на дъното хайвер. Хайверът се изхвърля на няколко пъти на големи гроздове. Количеството му е огромно. Има сведения, че от една 1120 кг моруна се изкарва повече от 320 кг хайвер. Излиза, че тя принадлежи към най-плодовитите риби. При такава необичайна плодовитост моруната би трябвало да е доста по-многочислена от другите есетрови риби, но на практика нещата не стоят така. Количеството на хванатите моруни е далеч под това на есетрите, чигите и пъстругите. Този факт се обяснява с големината на тези риби, които рядко успяват да избегнат мрежите и кърмаците по пътя си. Освен това оцелелите екземпляри, ако не намерят подходящо място за хвърляне на хайвера, изобщо не го хвърлят. От своя страна хайверът също трудно оцелява. Високите пролетни води унищожават голяма част от него, както и част от новоизлюпените рибки. Не малко опасности ги дебнат и в морето. От 100 000 хайверни зърна до морето достига 1 рибка. От всички млади моруни влезли в морето едва 1/10 достигат полова зрялост и влизат в реката отново. Колко време продължава развитието на яйцата на моруната, колко време живеят излюпените рибки в реката, кога се връщат в морето – нищо от това не е известно със сигурност. Най-вероятно повечето млади моруни навлизат в морето през есента като малко от тях остават да зимуват в реката. Факт е, че повечето от младите моруни се ловят в морето на неголяма дълбочина, където на първо време се хранят с раковини и малки рачета. През месец юли по-големите моруни навлизат в реката, за да презимуват, а напролет тръгват по течението нагоре, за да хвърлят хайвера си. След това навлизат в най-дълбоките и хладни места на реката и с настървение улавят всичко, което им попадне. Ако намерят достатъчно количество храна и дълбоки ями, остават да зимуват в реката.

## Хранене
Основна храна на моруната, както и на всички големи есетрови риби, са раковините. По тази причина младите екземпляри се задържат около устията на реките, където раковините са по-малки и с по-тънка черупка. Моруната е хищна риба и освен с раковини се храни с попчета, хамсия, цаца и с полупроходните подвидове на бабушката в устията на реките. Тя започва да се храни през февруари след пропукването на ледовете. В търсене на храна достига морските брегове и навлиза в реките дори под леда. Придвижва се все по-нагоре по течението, отначало под самата повърхност на леда, като трие гръбните си шипове в него. След това придвижването ѝ става по самото дъно.
По разкази на рибари, моруната засмуква храната и ако тя лежи на дъното, с помощта на опашката си създава водовъртеж, повдигайки рибата, за да ѝ е по-удобно да я засмуче. Според други тя често се рови с носа си в дъното, като постоянно се придържа към него и само на разсъмване излиза на повърхността. Казват, че гладната моруна през лятото може да погълне дори камък, дърво или други недотам хранителни предмети, но това е рядко явление.